# Roland SH-101

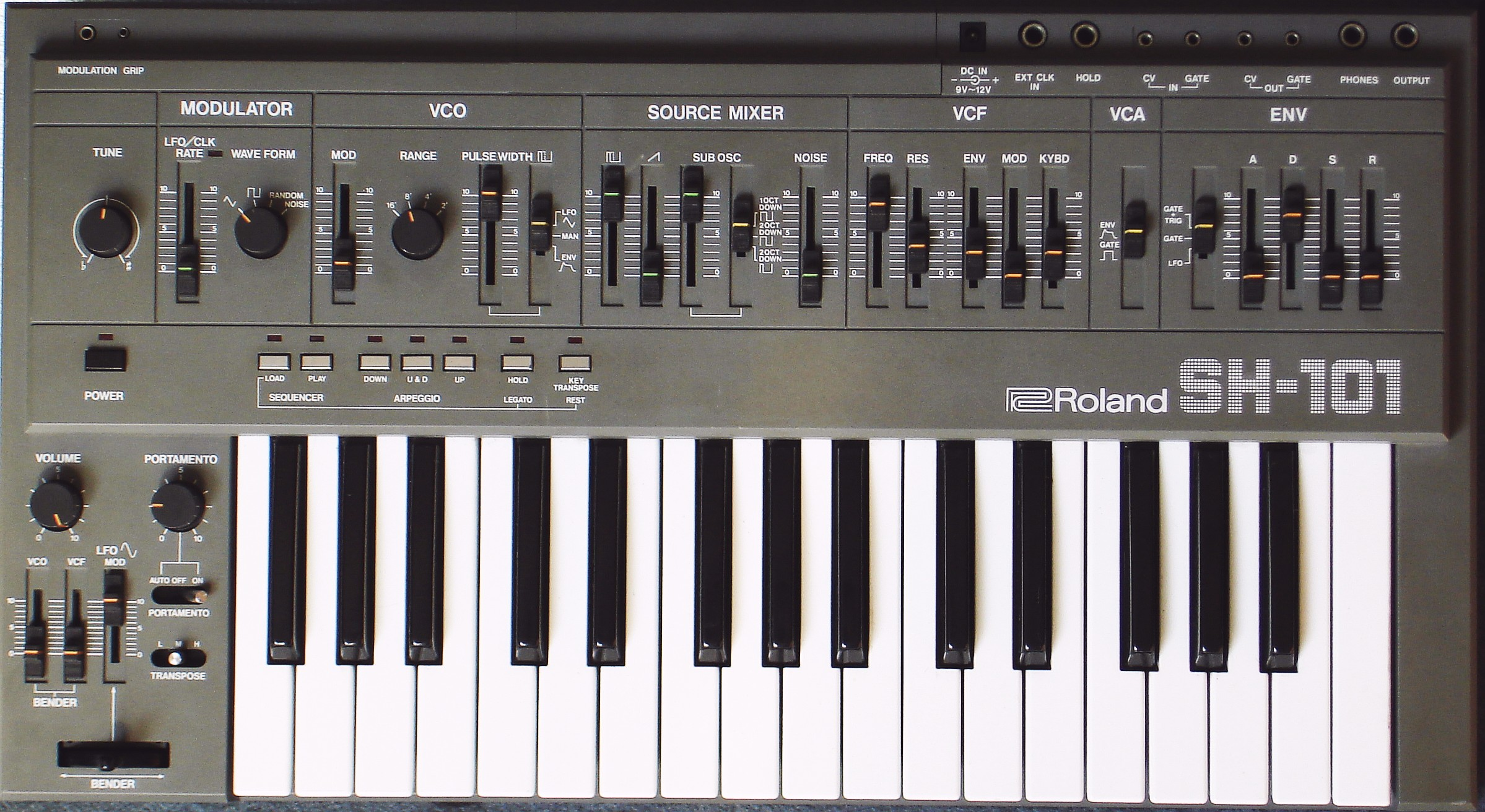
Roland SH-101

Roland SH-101 – monofoniczny syntezator analogowy produkowany przez firmę Roland w latach 1982–1988.
Model ten dostępny był w trzech kolorach: szarym, niebieskim oraz czerwonym. Instrument ten można wykorzystywać jako keytar po uprzednim przymocowaniu go do paska. Istnieje również możliwość podłączenia do niego kontrolera w formie „rękojeści”, kontrolującego pitch bend oraz parametry modulacji.

## Dane techniczne
- arpeggiator
- efekt portamento
- sekwencer krokowy
- 32-klawiszowa klawiatura
- zewnętrzne sterowanie poprzez CV/Gate.

## Tor syntezy
- rodzaj syntezy: analogowa subtraktywna
- 1 oscylator VCO (3 przebiegi fal)
- 1 filtr VCF
- 1 generator LFO (4 rodzaje przebiegów)
- 1 generator ADSR.